# 10782 Hittmair
10782 Hittmair (1991 RH4) là một tiểu hành tinh vành đai chính được phát hiện ngày 12 tháng 9 năm 1991 bởi L. D. Schmadel và F. Borngen ở Tautenburg.